# Kontor (Spiel)
Kontor ist ein Legespiel von Michael Schacht, das 1999 bei Goldsieber erschienen ist. Es ist für 2 oder 4 Spieler ab 12 Jahren geeignet und dauert etwa 30–45 Minuten.
Kontor war auf der Auswahlliste zum Spiel des Jahres 1999.

## Spielausstattung
- 96 Karten (1 Startkarte, 43 Wasserkarten, 44 Hafenkarten, 2 Infokarten, 6 Sonderkarten)
- 10 Lagerverwalter
- 20 Münzen (Gulden)
- 48 Lagerhäuser
- 1 Schiff
- 1 Spielregel

## Spielablauf
Als Kaufleute im Amsterdam des 17. Jahrhunderts versuchen die Spieler durch Ablegen von Hafenkarten bzw. Wasserkarten neue Hafengebiete entstehen zu lassen. Sie versuchen dabei die Kontrolle über den Handel mit den 3 wichtigsten Waren Tee, Wein und Gewürzen zu erlangen.
Die meisten Siegpunkte erlangt der Spieler, der Lagerhäuser und Hafenkräne am geschicktesten platziert und somit in möglichst vielen Hafengebieten Mehrheiten erringt.

## Varianten
Zu dem Spiel hat der Autor diverse Erweiterungen herausgegeben.
unter anderem:
- Die Erweiterung für 3–4 Einzelspieler
- das Exportlager.

Alle Erweiterungen können auf der Homepage heruntergeladen werden.